# Susły
Susły (ukr. Сусли) – wieś na Ukrainie w rejonie zwiahelskim obwodu żytomierskiego.
W pobliżu znajduje się przystanek kolejowy Naływna, położony na linii Zwiahel – Szepetówka.